# Кокозек (Карасайський район)
Кокозе́к (каз. Көкөзек) — село у складі Карасайського району Алматинської області Казахстану. Входить до складу Єльтайського сільського округу.
Населення — 3266 осіб (2021; 1519 у 2009, 675 у 1999, 670 у 1989).